# Gefängnisgebäude Lange Straße 20a
Das ehemalige Gefängnisgebäude Lange Straße 20a in der niedersächsischen Samtgemeinde Land Hadeln, Gemeinde Osten im Landkreis Cuxhaven, stammt aus der zweiten Hälfte des 19. Jahrhunderts. Aktuell (2024) wird es als Wohnhaus und gewerblich genutzt.
Das Gebäude steht unter Denkmalschutz (siehe auch Liste der Baudenkmale in Osten (Oste)).

## Geschichte und Beschreibung
Zur Blütezeit des Handelsplatzes an der Oste existierte ab 1852 das königliche Amtsgericht Osten mit dem späteren Gefängnis. 1973 wurde das Amtsgericht aufgehoben und der Gerichtsbezirk dem des Amtsgerichts Stade zugeordnet.
Das zweigeschossige traufständige (zur Gerichtsstraße) verklinkerte Gebäude mit hohlpfannengedecktem Satteldach wurde in den 1870er Jahren gebaut. Die Fassaden erhielten dreifache Zahnschnittfriese an den Traufgesimsen und am Ortgang. Der Giebel wurde gestaltet mit First- und Schulterstaffeln in Form auskragender Türmchen. Die Fenster- und Türöffnungen segmentbogenförmig. Im nördlichen Giebeldreieck gibt es noch vergitterte Fenster. Hinter der westlichen Traufseite befand sich der Gefängnishof. Das Haus wurde zu Wohnzwecken umgebaut.

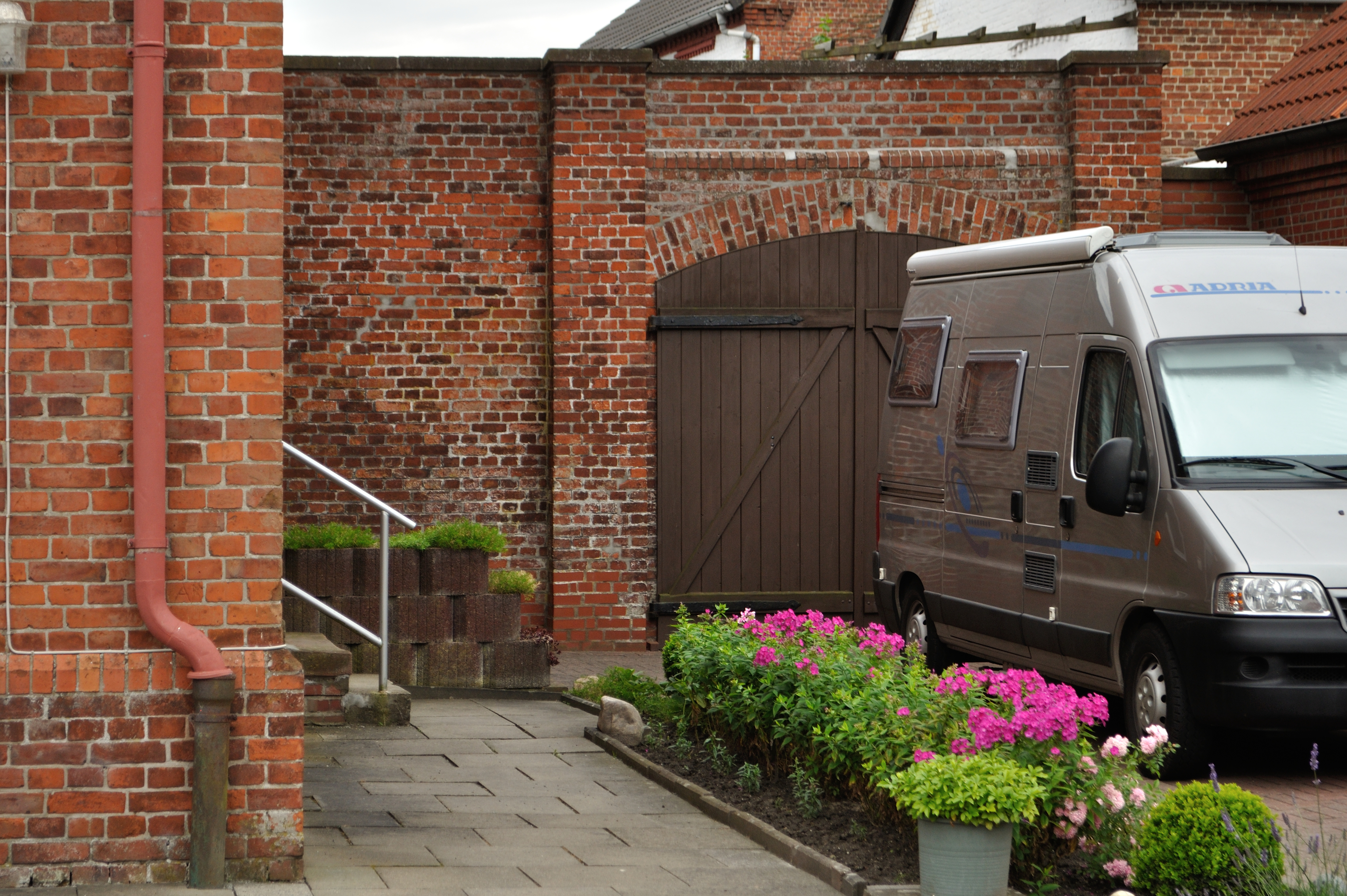
Mauer und Tor

Die denkmalgeschützte Backsteinmauer aus den 1870er Jahren von ca. 3 m Höhe aus zwei parallel stehenden Mauerabschnitten in Südost und Nordost-Richtung waren die Begrenzung des rechteckigen Gefängnishofes vor der westlichen Traufseite des Gefängnisgebäudes. Am östlichen Abschnitt war das Einfahrtstor.
Das Landesdenkmalamt befand u. a.: „Erhaltung als Teil der ehemaligen Gefängnisanlage“.